# Кросс, Давид
Давид Кросс (нем. David Kross, в старом написании нем. David Kroß, род. 4 июля 1990 года в Хенштедт-Ульцбурге, Шлезвиг-Гольштейн, ФРГ) — немецкий актёр, в основном известен ролью в фильме «Чтец», где сыграл молодого Михаэля Берга.

## Биография
Кросс родился в городе Хенштедт-Ульцбург, в 20 милях к северу от Гамбурга. Его детство прошло в Баргтехайде, где он посещал общеобразовательную школу Eckhorst до 2007 года. У него два брата и сестра. Он профессионально играл в баскетбол в TSV с 2004 по 2006 год.
Начал актёрскую карьеру в 2002 году с небольшой роли в фильме «Hilfe, ich bin ein Junge».
3 декабря 2008 года состоялась премьера фильма «Чтец», в котором он снялся вместе с Кейт Уинслет и Рэйфом Файнсом. Для того, чтобы сняться в этом фильме, ему пришлось научиться говорить по-английски. За эту роль он был номинирован на European Film Awards как лучший актёр.
В 2009 году Кросс начал трехгодичный курс обучения в Лондонской академии музыкального и драматического искусства (LAMDA). Он надеялся улучшить своё актёрское мастерство и разговорный английский язык. Однако, он бросил обучение в конце того же года и сконцентрировался на съёмках в кино. С тех пор он живёт в Берлине-Митте. Кросс не выражает желания переехать в Голливуд, предпочитая остаться в Германии и сниматься в англо- и немецкоязычных фильмах.

## Фильмография
- 2002 — «Помогите, я — мальчик» — Пэдди
- 2003 — «Альфа-команда — спасатели в OП» (телесериал)
- 2003 — «Адам и Ева» — сын Адама
- 2006 — «Круче не бывает» — Майкл Полишка
- 2007 — «Руки прочь от Миссисипи» — подмастерье Бейкера Брекель
- 2008 — «Крабат. Ученик колдуна» — Крабат
- 2008 — «Чтец» — молодой Михаэль Берг
- 2009 — «Тот же, но совсем другой» — Бен
- 2011 — «Синева неба» — молодой Освальдс Калниньш
- 2011 — «Рио» — Голубчик (озвучивание в Германии)
- 2011 — «Боевой конь» — солдат Гюнтер Шредер
- 2012 — «В белом плену» — Йозеф Шварц
- 2012 — «Измеряя мир» — брат Гаусса
- 2012 — «Руководство по несчастью» — Бенно
- 2013 — «Михаэль Кольхаас» — проповедник
- 2013 — «Анжелика, маркиза ангелов» — Людовик XIV
- 2014 — «Рико, Оскар и тени темнее тёмного» — Райнер Кислинг
- 2014 — «Рио 2» — Голубчик (озвучивание в Германии)
- 2015 — «Номер семь» — Сэм (Номер семь)
- 2016 — «Сила воли» — Луц Лонг
- 2016 — «Главный файл» — Йоахим Ад
- 2016 — «Рико, Оскар и кража» — Райнер Кислинг
- 2017 — «Мой брат Симпель» — Барнабас (Симпель)
- 2018 — «Траутманн» (в российском прокате — «Голкипер»)[нем.] — Берт Траутманн
- 2018 — «Воздушный шар» — Михаэль Булли Хербиг
- 2021 — «King’s Man: Начало» — Адольф Гитлер
- 2024 — «Кафка» — Макс Брод